# Ángel Corella
Ángel Corella Lopez (Madrid, 8 novembre 1975) è un ex ballerino e direttore artistico spagnolo. Primo ballerino dell'American Ballet Theatre dal 1996 al 2012, Corella è stato acclamato come uno dei maggiori ballerini della sua generazione e nel 2000 ha vinto il Prix Benois de la Danse.

## Biografia
Nato e cresciuto a Madrid, Ángel Corella ha studiato danza con Karemia Moreno e Víctor Ullate. È stato notato durante una competizione da Natalija Romanovna Makarova, che lo ha raccomandato al direttore artistico dell'American Ballet Theatre (ABT), in cui nel 1995 è stato ingaggiato come solista. 
La carriera all'ABT è stata fulminea e già l'anno successivo è stato promosso al rango di primo ballerino. All'interno della compagnia, Corella ha danzato tutti i maggiori ruoli maschili del repertorio, tra cui Siegfried ne Il lago dei cigni, Des Grieux in Manon, Romeo in Romeo e Giulietta, Albrecht in Giselle, Colas ne La Fille Mal Gardée, Conrad ne Le Corsaire, Lensky in Onegin, i Principi della Cenerentola e La bella addormentata, Basilio in Don Chisciotte, James ne La Sylphide, Franz in Coppélia, la rosa ne Le Spectre de la Rose, Oberon in The Dream, Billy in Billy the Kid e l'eponimo protagonista di Petruška.
Nel corso della sua carriera ha danzato come étoile ospite con diverse compagnie, tra cui il Royal Ballet, l'Australian Ballet, il Balletto Mariinskij, il corpo di ballo del Teatro alla Scala e il New York City Ballet. Danzando in queste compagnie ha avuto modo di ballare come partner di importanti prime ballerine come Alessandra Ferri, Alina Cojocaru, Nina Ananiashvili, Paloma Herrera, Irina Dvorovenko, Viktorija Terëškina e Leanne Benjamin. Inoltre, si è esibito in speciali serate di gala per spettatori d’eccezione quali Elisabetta II del Regno Unito, Sofia di Grecia, Letizia Ortiz e i presidenti statunitensi Barack Obama, Bill Clinton e George W. Bush alla Casa Bianca.
Ha dato l'addio alle scene nel 2012 con una rappresentazione alla Metropolitan Opera House terminata con una standing ovation durata oltre venti minuti e dal 2014 è il direttore artistico del Balletto di Filadelfia.